# Конюшина гібридна
{{#ifeq:0|0|{{#if:|{{#if:Trifoliumhybridum|[[]}}|}}}}
Конюшина гібридна (Trifolium hybridum) — вид трав'янистих рослин родини бобові (Fabaceae), поширений в Євразії та Марокко.

## Опис
Багаторічна трав'яниста рослина заввишки 20–60 см. Стебла від безвільних до майже прямостійних, від слабо до сильно розгалужених, голі або майже голі й зовсім голі під час старіння, рифлені. Листки чергові, з 3 листочків; черешки довжиною до 1 см; листочки яйцеподібні, з тупим кінцем, 1–3 × 1–2 см. Суцвіття довгочерешкові, густо кулясті, діаметром від 1 до 2,5 см і містять, щонайменше, 10 (найчастіше 30–50) «метеликів». Квіти: віночок від білого до червонуватого, нарешті, коричневий, 5–12 мм завдовжки, злитий біля основи; пелюсток 5; чашечка 5-лопатева, майже гола; тичинок 10. Плоди — нерозкривні стручки, довжиною близько 7 мм і шириною 2 мм і містить від двох до чотирьох насінин. Червонувате насіння яйцеподібне з невеликими горбками.

## Поширення
Північна Африка — Марокко; Азія (Вірменія, Азербайджан, Грузія, Росія, Іран, Ірак, Туреччина); Європа (Білорусь, Естонія, Латвія, Литва, Молдова, Україна, Австрія, Чехословаччина, Угорщина, Швейцарія, Болгарія, колишня Югославія, Греція, Італія, Румунія, Франція, Іспанія). Населяє поля, луки, узбіччя, похилі береги, пустирі, краї лісів. Також кормова рослина.
В Україні зростає на луках, лісових галявинах, частіше у долинах по всій Україні, крім степових біоценозів; досить рідко в Криму.

## Використання
Як і інші види родини, кореневище містить бактерії Rhizobium. Ці довговічні бактерії здатні фіксувати азот з атмосфери до ґрунту для використання рослинами, тому рослина удобрює своє власне середовище проживання.

## Галерея

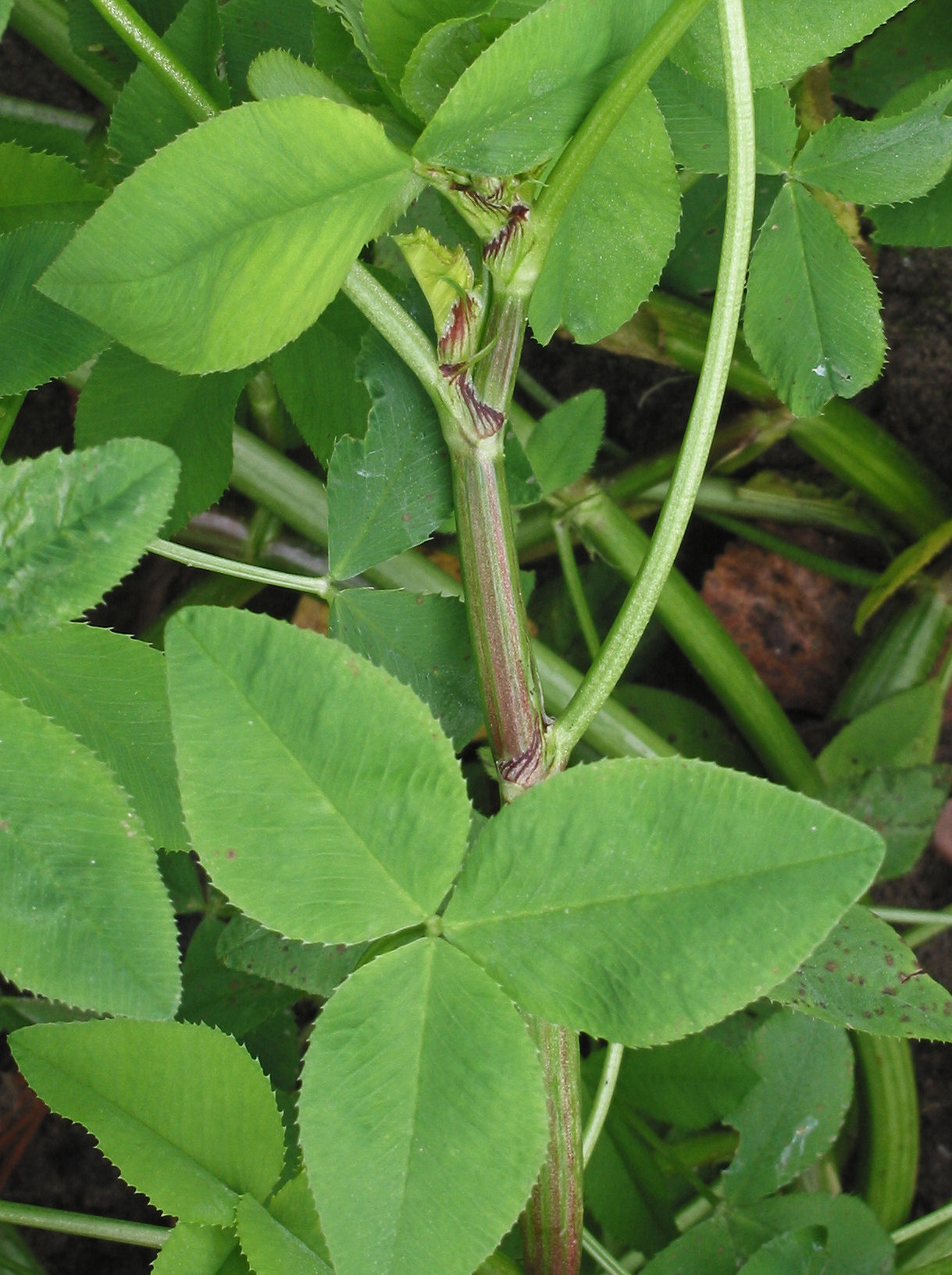
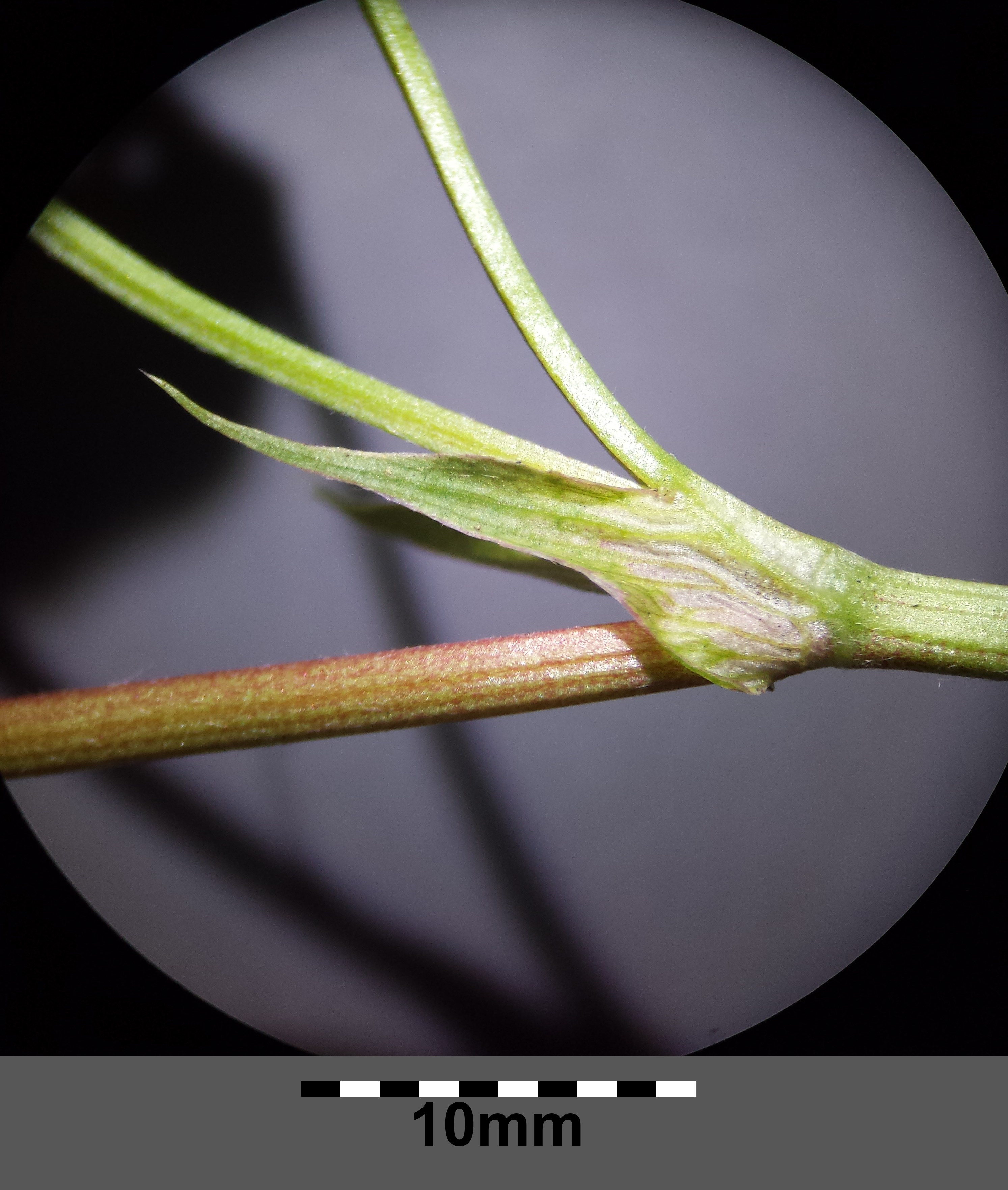
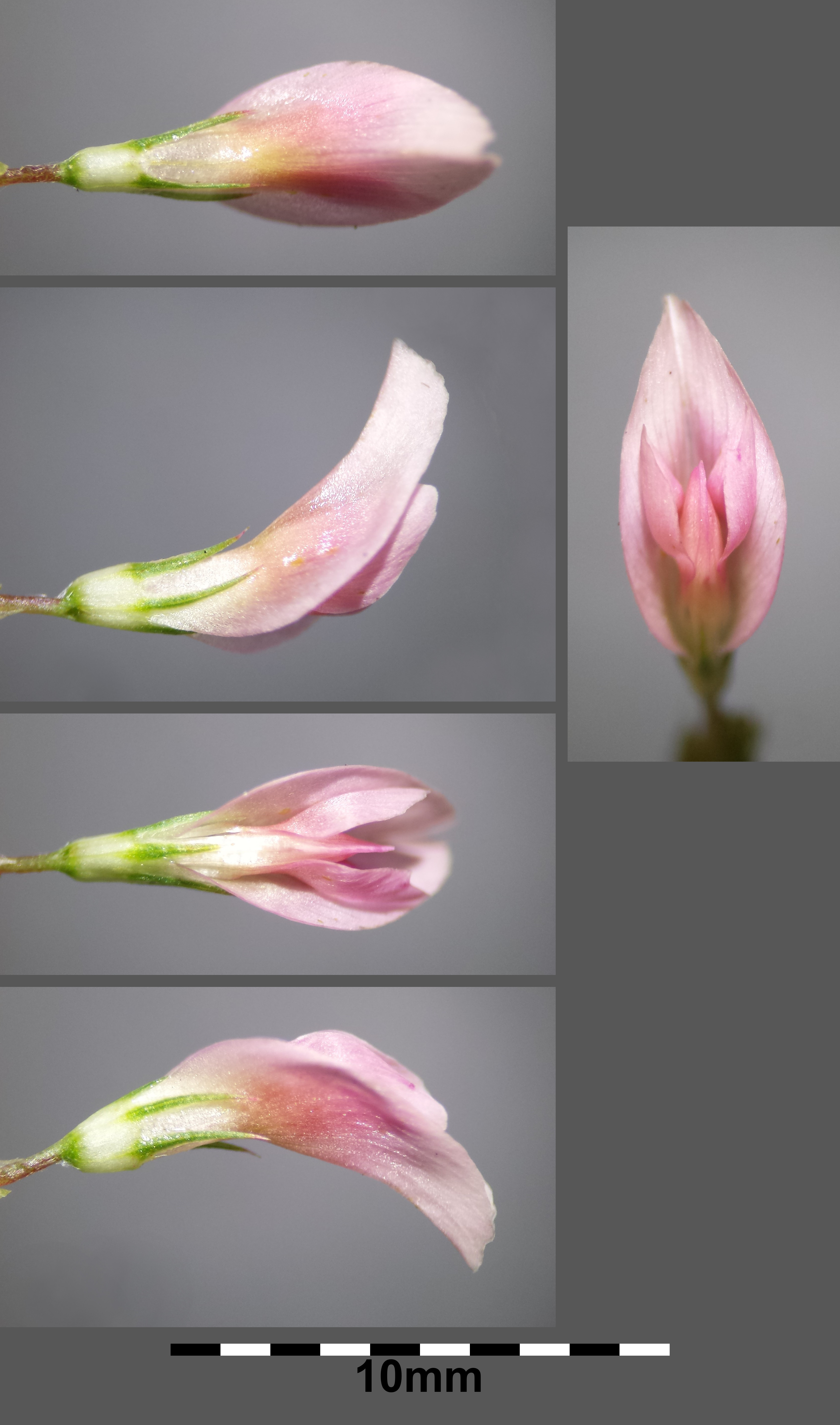
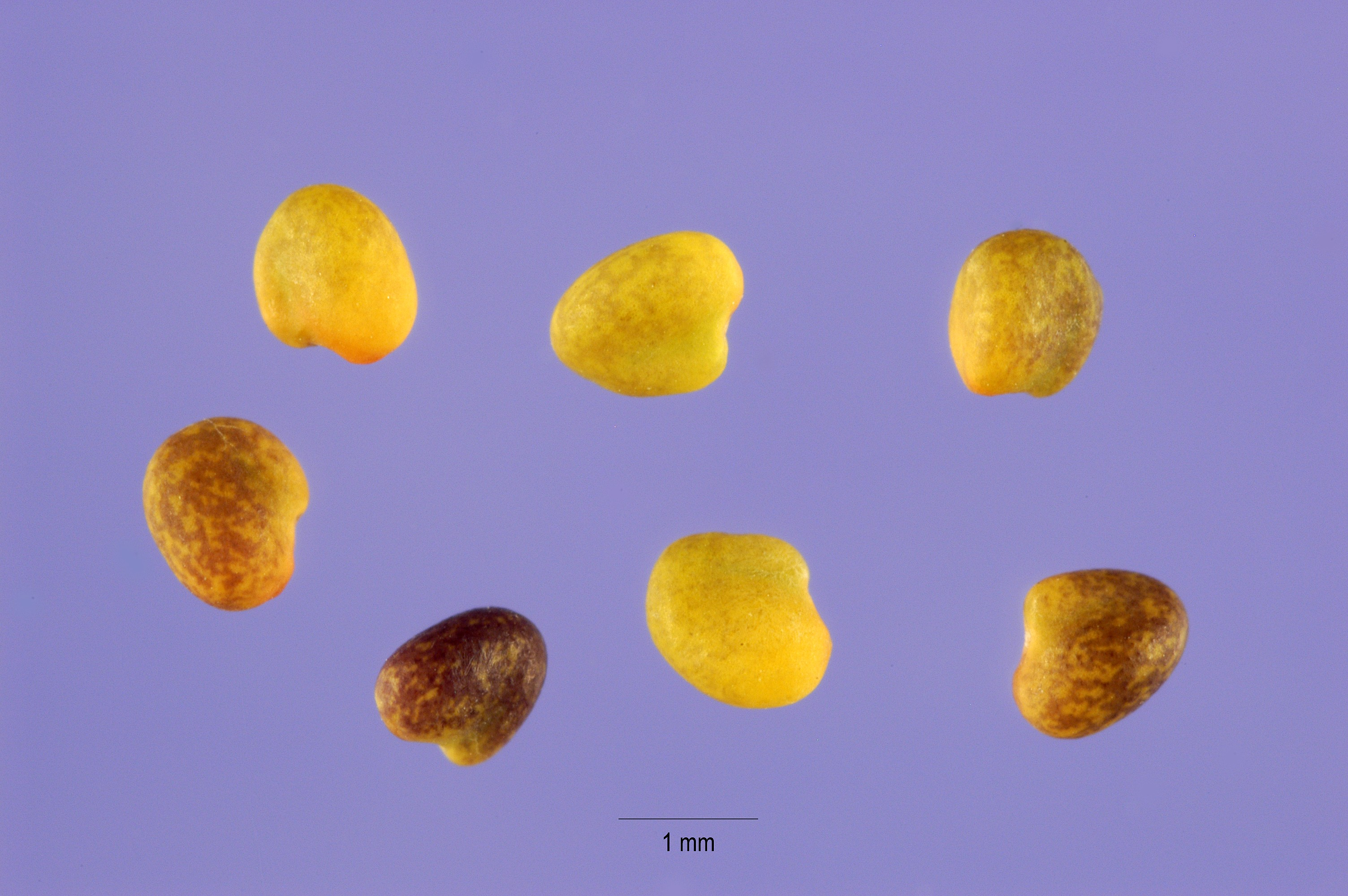
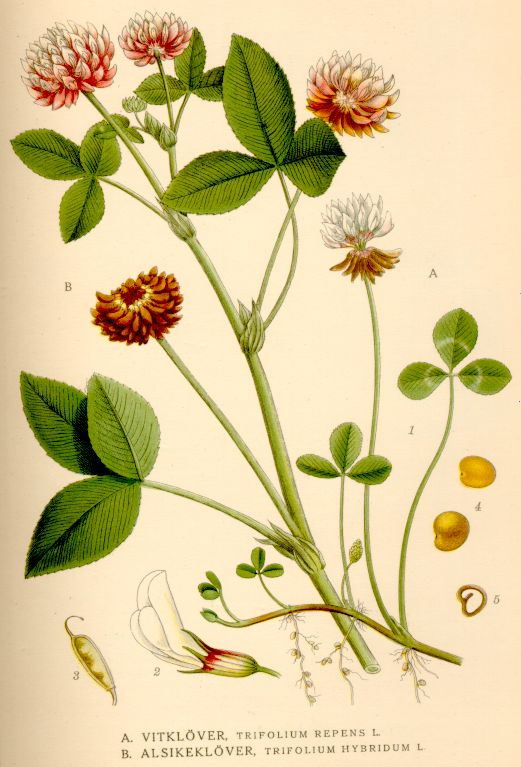